# NW Водолея
NW Водолея (лат. NW Aquarii) — двойная затменная переменная звезда типа W Большой Медведицы (EW) в созвездии Водолея на расстоянии приблизительно 1112 световых лет (около 341 парсека) от Солнца. Видимая звёздная величина звезды — от +14,2m до +13,3m. Орбитальный период — около 0,3016 суток (7,2391 часов).

## Характеристики
Первый компонент — оранжевая звезда спектрального класса K. Эффективная температура — около 4856 К.